# Saint-André-de-Rosans
Saint-André-de-Rosans ist eine französische Gemeinde im Département Hautes-Alpes in der Region Provence-Alpes-Côte d’Azur. Sie gehört zum Kanton Serres im Arrondissement Gap. Sie grenzt im Norden an Moydans und Ribeyret, im Osten an Sorbiers, im Süden an Chauvac-Laux-Montaux, im Südwesten an Roussieux sowie im Westen an Montferrand-la-Fare und Rosans.

## Bevölkerungsentwicklung
| Jahr      | 1962 | 1968 | 1975 | 1982 | 1990 | 1999 | 2008 | 2014 |
| --------- | ---- | ---- | ---- | ---- | ---- | ---- | ---- | ---- |
| Einwohner | 176  | 137  | 119  | 123  | 141  | 139  | 150  | 142  |

## Sehenswürdigkeiten
- Kirche Saint-André, Monument historique
- Turm namens Tour carrée

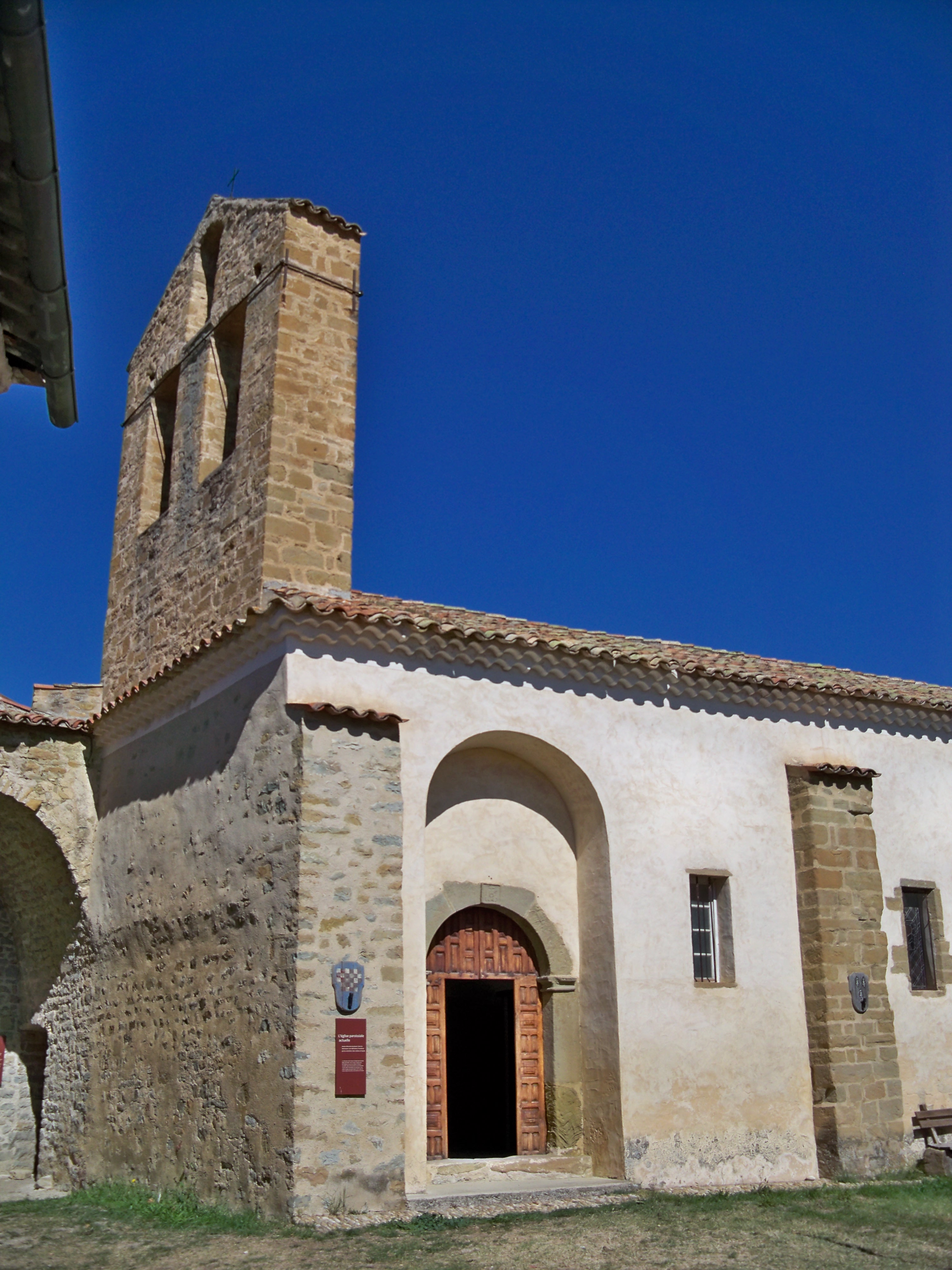
Kirche Saint-André
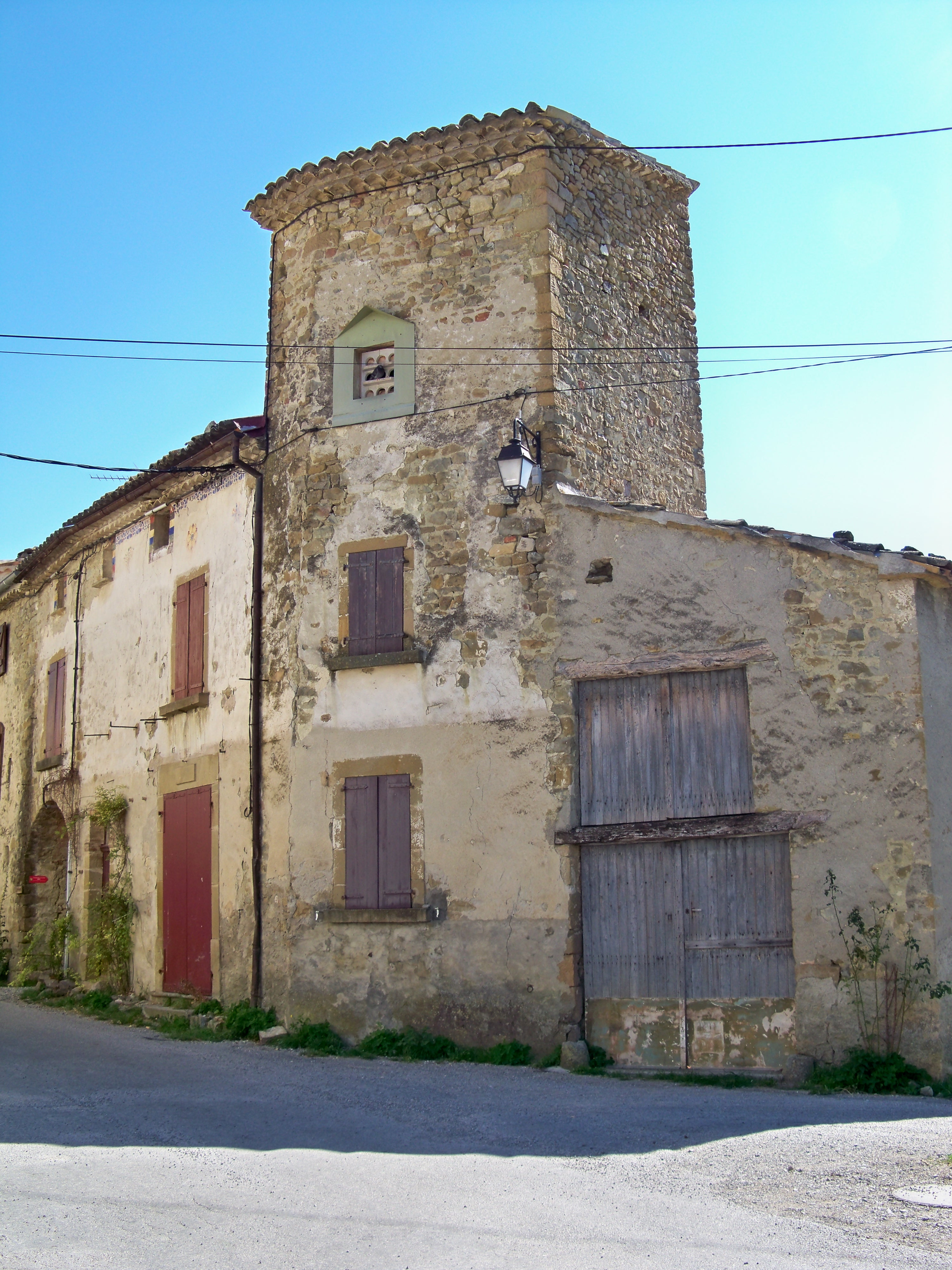
Tour carrée